# Listă de râuri din Albania
Aceasta este o listă alfabetică a râurilor situate în întregime, sau doar parțial, în Albania.

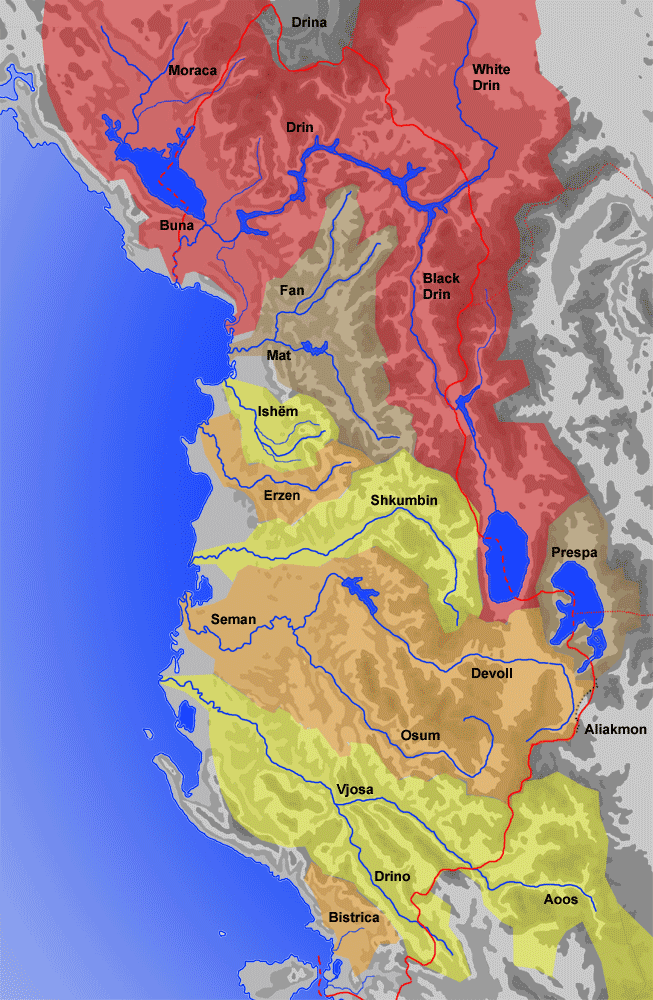
Harta râurilor majore

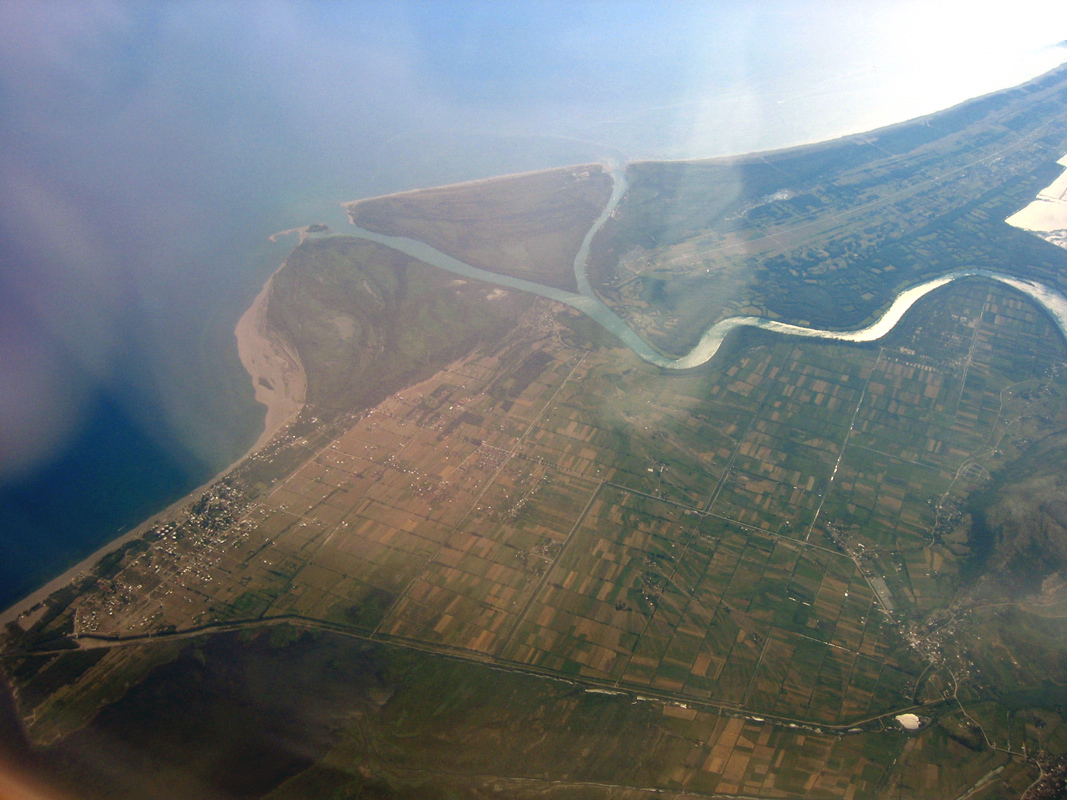
Râul Bojana la granița cu Muntenegru

## Listă alfabetică
- Berishë
- Bistricë
- Bushtricë
- Bojana
- Cijevna
- Devoll
- Drin
- Drino
- Drinul alb (Drini i Bardhë)
- Drinul Negru (Drini i Zi)
- Dunavec
- Fan
- Fani i Madh
- Fani i Vogël
- Erzen
- Gomsiqe
- Gostimë
- Gjadër
- Gjanicë
- Gjole
- Ishëm
- Kalasë
- Kir
- Lanë
- Lesniqe
- Mat
- Nikaj
- Osum
- Pavllo
- Qarishtë
- Rapun
- Seman
- Shkumbin
- Shushicë
- Vjosë
- Tërkuzë
- Tiranë
- Valbonë
- Zezë